# Ruta Estatal de California 188
La Ruta Estatal 188 es una ruta de dos millas (3 km) que conecta a la Ruta Estatal 94 con la frontera entre Estados Unidos y México. Su terminal sur está en Tecate, Baja California y su terminal norte cerca de  Tecate, California.

## Intersecciones principales
Nota: a excepción donde los prefijos son con letras, los postes de mileajes fueron medidos en 1964, basados en la alineación y extendimiento de esa fecha, y no necesariamente reflejan el actual mileaje.
Toda la ruta se encuentra dentro del condado de San Diego.
| Localidad | Miliario | Destinos                               | Notas                                  |
| --- | -------- | -------------------------------------- | -------------------------------------- |
| Tecate | 0.00     | Frontera entre Estados Unidos y México | Frontera entre Estados Unidos y México |
| | 1.85     | SR 94 – San Diego, El Centro           |                                        |
| 1.000 mi = 1.609 km; 1.000 km = 0.621 mi Cerrada/Antigua • Terminal concurrente • Acceso incompleto • Propuesta/Sin abrir |          |                                        |                                        |